# أثرتون (كاليفورنيا)
أثرتون (Atherton) مدينة أمريكية تقع في مقاطعة سان ماتيو في ولاية كاليفورنيا في الولايات المتحدة الأمريكية. بلغ عدد سكانها 6,914 نسمة في عام 2010.

## أعلام
- دوغلاس إنجيلبارت
- مورين كينيدي سلمان
- أليخاندرو زافاروني
- ستانلي هيلر
- درو فولر